# チェンジング・レーン
『チェンジング・レーン』（Changing Lanes）は2002年のアメリカ合衆国のサスペンス映画。
監督はロジャー・ミッシェル、出演はベン・アフレックとサミュエル・L・ジャクソンなど。
車線変更（チェンジング・レーン）による些細な接触事故をきっかけに激しく憎しみ合うようになる二人の対照的な男の姿を描いている。

## キャスト
ギャビン・バネック
演 - ベン・アフレック、日本語吹替 - 咲野俊介
若手敏腕弁護士。法律事務所を義父たちと共同経営。傲慢な性格だが、妻の両親には頭があがらない。ドイルの車と軽い接触事故を起こして、時間がなかったことから、その場しのぎで小切手を渡したが、そのときに重要ファイルもおいてきてしまったのが事の発端となる。
ドイル・ギプソン
演 - サミュエル・L・ジャクソン、日本語吹替 - 池田勝
保険セールスマン。 アルコール依存症で妻子（10歳と7歳）と別居した過去を持つが、現在は酒を断っている。真面目で物事をきっちりとする性格で家族とよりを戻すために家を買う手筈を整えるなど、積極的な姿勢を見せている。
ヴァレリー・ギプソン
演 - キム・スタウントン、日本語吹替 - 磯辺万沙子
ドイルの妻。夫との別居から2人の息子とオレゴンに移り住む。
ミシェル
演 - トニ・コレット、日本語吹替 - 佐藤しのぶ
ギャビンの同僚で愛人。
スティーヴン・デラーノ
演 - シドニー・ポラック、日本語吹替 - 藤本譲
ギャビンの経営パートナー（実質上司）で養父。
デラーノ夫人
演 - ティナ・スローン、日本語吹替 - 竹口安芸子
スティーヴンの妻。
ウォルター・アーネル
演 - リチャード・ジェンキンス、日本語吹替 - 水野龍司
デラーノの経営パートナーで共に不正を働いている。
シンシア・デラーノ・バネック
演 - アマンダ・ピート、日本語吹替 - 名越志保
ギャビンの妻。夫の全てを理解している。
スポンサー
演 - ウィリアム・ハート、日本語吹替 - 有本欽隆
ドイルの更生を支援している友人。

## 作品の評価
Rotten Tomatoesによれば、批評家の一致した見解は「結末に満足できない人もいるかもしれないが、『チェンジング・レーン』は、示唆に富んだ倫理的ジレンマの、緊張感のある、よく練られた探究である。」であり、151件の評論のうち高評価は77%にあたる116件で、平均点は10点満点中7点となっている。
Metacriticによれば、36件の評論のうち、高評価は27件、賛否混在は8件、低評価は1件で、平均点は100点満点中69点となっている。